# François-Guillaume de Hohenzollern-Berg
Titre
Comte de Hohenzollern-Berg
1er janvier 1712 – 23 février 1737
(25 ans, 1 mois et 22 jours)
François-Guillaume de Hohenzollern-Sigmarigen, comte de Hohenzollern-Berg (en allemand : Franz Wilhelm Nikolaus von Hohenzollern-Sigmaringen, Graf von Hohenzollern und zum Berg ) né à Sigmaringen le 6 décembre 1704 et décédé au château de Boxmeer le 23 février 1737  est un membre de la maison de Hohenzollern-Sigmaringen.
Il est comte de Hohenzollern-Sigmaringen à la naissance, puis il est adopté et institué héritier universel du frère de sa grand-mère paternelle, Oswald III comte de Berg, à la condition de relever ses nom et titre. En 1712, il devient donc comte de Hohenzollern-Berg.

## Famille
Il est le fils cadet parmi les quatre enfants  de Meinrad II de Hohenzollern-Sigmaringen et de Jeanne de Montfort.

### Mariage et descendance[3]
Le 10 mai 1724, François-Guillaume de Hohenzollern-Sigmaringen épouse à 's Heerenberg Marie-Catherine, comtesse de Waldbourg-Zeil,
née le 28 septembre 1702 au Château de Zeil et morte le 24 février 1739 au Château de Boxmeer, fille de Jean-Christophe comte de Waldbourg-Zeil et de Marie-Françoise Isabelle comtesse de Montfort.
Trois enfants sont nés de cette union  :
- Jeanne (Johanna Josephina Antonia) de Hohenzollern-Berg (Château de Heerenberg 14 avril 1727 - Sigmaringen 22 février 1787), épouse au château de Kail, près de Trèves le 2 mars 1749 Charles Frédéric de Hohenzollern-Sigmaringen (1724-1785), prince de Hohenzollern-Sigmaringen (Karl Friedrich Leopold Joseph) (Sigmaringen 9 janvier 1724 - Krauchenwies 20 décembre 1785)

- Jean-Baptiste (Johann Baptist Joseph Oswald Franz), comte de Hohenzollern-Berg (1737-1781) (château de Heerenberg 24 juin 1728 - château de Haigerloch 15 mai 1781), épouse à Munich le 22 juillet 1777 Marie comtesse von Lodron (Munich 15 décembre 1720-Aix-la-Chapelle 11 juillet 1758), mariage sans postérité.

- Thérèse (Maria Theresa Leopoldina) de Hohenzollern-Berg (château de Heerenberg 6 mars 1730 - Sigmaringen 28 octobre 1800), chanoinesse de Remiremont, sans alliance.

## Généalogie
François-Guillaume de Hohenzollern-Berg appartient à la lignée de Hohenzollern-Sigmaringen issue de la quatrième branche, elle-même issue de la première branche de la Maison de Hohenzollern. Cette lignée appartient à la branche souabe de la dynastie de Hohenzollern, elle donna des rois à la Roumanie. Joseph de Hohenzollern-Sigmaringen est l'ascendant de Michel Ier de Roumanie.